# Espinel·la
L'espinel·la és un mineral que pertany a la classe dels òxids. Més precisament, és un òxid d'alumini i magnesi, que cristal·litza en el sistema cúbic, principalment en cristalls octaèdrics, i té la fórmula MgAl₂O₄. Presenta magnesi a les posicions tetraèdriques i alumini, a les octaèdriques. D'acord amb el Diccionari Alcover-Moll, és "aluminat de magnesi que cristal·litza en octaedres regulars, és infusible i es presenta en diferents varietats de color." Pertany i dona nom al grup de les espinel·les. En català, la variant d'espinel·la de color vermell pàl·lid o transparent es diu balaix.

## Etimologia
L'origen del nom d'aquest mineral, espinel·la, és confús. Alguns experts creuen que procedeix de la paraula llatina spinella, per la forma punxeguda dels seus cristalls més habituals, els octaèdrics. Uns altres, en canvi, opinen que deriva del terme grec spinos, que significa 'espurna', en al·lusió al color brillant de la seva varietat roja i a la seva lluentor centellejant.
El nom balaix ve de l'àrab Balaẖx, var. de Badaẖxan, nom d'una província de Pèrsia d'on procedia aquest mineral.

## Característiques
L'espinel·la és un òxid de fórmula química MgAl₂O₄. Cristal·litza en el sistema isomètric. La seva duresa a l'escala de Mohs es troba entre 7,5 i 8.
Segons la classificació de Nickel-Strunz, l'espinel·la pertany a «04.BB: Òxids amb proporció Metall:Oxigen = 3:4 i similars, amb només cations de mida mitja» juntament amb els següents minerals: cromita, cocromita, coulsonita, cuprospinel·la, filipstadita, franklinita, gahnita, galaxita, hercynita, jacobsita, manganocromita, magnesiocoulsonita, magnesiocromita, magnesioferrita, magnetita, nicromita, qandilita, trevorita, ulvöspinel·la, vuorelainenita, zincocromita, hausmannita, hetaerolita, hidrohetaerolita, iwakiïta, maghemita, titanomaghemita, tegengrenita i xieïta.

### Propietats atribuïdes antigament
Pedra màgica que allunyava la malenconia, l'espinel·la roja ha estat considerada durant molt temps un carboncle, nom que es donava a les pedres precioses que, com el robí o el granat, se suposava que en la foscor brillaven com un carbó encés. Antigament, l'espinel·la s'emprava amb freqüència en les pràctiques de màgia en substitució del robí, per considerar-se que ambdues pedres compartien les mateixes vibracions energètiques positives. Així mateix, l'espinel·la se solia emprar per a muntar-la en joies nobiliàries i eclesiàstiques, en lloc del robí (en molts casos amb bona fe, perquè no es feia distinció entre ambdues pedres).

### Semblances i diferències amb els robins
No és rar que, a plena llum, una espinel·la roja de qualitat superi en bellesa els mateixos robins, que apareixen més violacis. Sota llum artificial, no obstant això, aquests últims recobren la seua esplendor, mentre que les espinel·les es mostren més apagades i més semblants als granats.

## Varietats
Els colors i tonalitats sota els quals es presenta l'espinel·la han donat lloc a diferents varietats:
- Espinel·la de zinc o gahnoespinel·la. Varietat d'un atractiu color blau o violeta a causa de la presència de zinc,[10] ferro, i, amb menor freqüència, cobalt.
- Pleonast. El contingut en ferro d'aquesta varietat li confereix un color negre a verd fosc. També és coneguda com a ceilanita, pel nom de l'illa de Ceilan (actual Sri Lanka), on existeixen importants jaciments.
- Robí espinel·la (o espinel·la roja).[1] És la varietat de color roig intens, relacionat amb la presència de crom, que es pot intercanviar amb alumini.
- Balaix. Els balaixos són una varietat de color roig pàl·lid.[8][9]

## Formació i jaciments
L'espinel·la es forma en roques metamòrfiques, com els marbres, i en roques ígnies, com els granits, encara que també és fàcil trobar-la en dipòsits al·luvials, entre pedres i arenes arrossegades pels rius. Aquests dipòsits es diuen plaers de gemmes. És una pedra transparent, fluorescent als llamps ultraviolats i que existeix en tots els colors, si bé la tonalitat més apreciada és el roig intens semblant al del robí. Als territoris de parla catalana ha estat descrita al volcà del Puig de la Banya del Boc (Sant Martí de Llémena, Gironès), al massís de Les Guilleries, a les mines de Costabona (Prats de Molló i la Presta, Vallespir) i a diverses localitats de Perpinyà.

## Aplicacions
L'espinel·la és una pedra preciosa que s'extrau sobretot per a ser usada en joieria, en què s'utilitza com a pedra de talla muntada en anells, polseres, arracades o collarets. Els exemplars que no serveixen com a gemmes es destinen, gràcies a la duresa d'aquesta pedra, a la fabricació de mecanismes de rellotgeria, de pólvores abrasives i de ceràmiques superelàstiques (capaces d'estirar-se fins al doble de la seua grandària original, sense canviar les seues propietats físiques), mitjançant el procés de deformació plàstica.
Deformació plàstica de l'espinel·la: el fonamental en el procés de forjat de l'espinel·la és l'obtenció d'una solució, sobresaturada, de grans molt prims de la ceràmica en qüestió perquè aquests no poden formar *microesquerdes en les vores dels grans quan s'aplica un esforç a l'element ceràmic. Per altra banda, els grans més grossos únicament poden alleujar les tensions de l'esquerdat en la superfície de contacte. Els plans de grans molt fins tendeixen a lliscar sota menuts esforços continus, cosa que fa el procés més viable econòmicament; elevades tensions continuades podrien trencar les matrius forjades.
En els assajos, l'espinel·la es deforma sota tensions elevades amb velocitats de deformació de 10-5 a 10-3 Sg-l i temperatures entre 1.450 °C i 1.612 °C. L'espinel·la es torna dúctil a baixes velocitats de deformació (baixes velocitats d'aplicació de la tensió) i elevades temperatures, especialment a temperatures pròximes a la de fusió.
Encara que s'obtenen allargaments diverses vegades superiors a la longitud primitiva de la proveta, la forma i grandària dels cristalls roman equiaxial i igual.
La forja superplàstica de l'espinel·la ha estat ja assajada per tractar de millorar la seua fiabilitat a causa de les fallades per defectes estructurals.

## Espinel·les cèlebres
L'espinel·la constitueix una família de gemmes de colors molt diversos deguts a la presència d'impureses en els seus cristalls. La més popular de totes, el balaix i el robí espinel·la o espinel·la roja eren molt valorades a l'edat mitjana.
Existeixen espinel·les que ocupen un lloc d'honor en la història. La més famosa és una pedra d'un roig intens que adorna la corona de Catalina II de Rússia. La segueixen dues magnífiques espinel·les que en el seu moment s'encastaren com a robins en la corona imperial britànica: el robí Príncep Negre, de 170 quirats, i el robí Timur, de 352 quirats, que duu gravats els noms de diversos emperadors mongols.

## Talla
Encara que en el passat els cristalls octaèdrics de l'espinel·la s'encastaven en les joies sense llaurar o simplement polits, avui trobem aquesta gemma tallada de maneres molt diferents. En general, sol tallar-se emprant la talla mixta, la talla en taula o la talla en brillant ovalada. La talla mixta pot ser octogonal, en coixí o en escala. Quan es tallen en cabuixó les pedres que presenten el fenomen de l'asterisme, aquestes mostren una estrella de quatre puntes.